# Bezirgan, Daday
Bezirgan là một xã thuộc huyện Daday, tỉnh Kastamonu, Thổ Nhĩ Kỳ. Dân số thời điểm năm 2008 là 117 người.